# Karl Gosberg
Karl Artur Gosberg (ur. 10 sierpnia 1901, zm.?) – zbrodniarz hitlerowski, jeden z funkcjonariuszy SS pełniących służbę w obozach koncentracyjnych i SS-Unterscharführer.
Członek załogi obozów Mauthausen-Gusen i Buchenwald. Pełnił również w trakcie II wojny światowej funkcję komendanta obozu pracy dla Żydów w Bliżynie (od 1944 był to podobóz Majdanka).
4 maja 1949 Gosberg został skazany na karę 15 lat pozbawienia wolności przez polski sąd w Radomiu. Zwolniono go z więzienia w 1956 i deportowano do Republiki Federalnej Niemiec w 1956. 19 maja 1961 został skazany przez zachodnioniemiecki sąd w Wuppertalu za morderstwa dokonywane na Żydach w obozie w Bliżynie na 12 lat pozbawienia wolności.